# 沈伟光
沈伟光（1959年7月23日—），浙江杭州人，中共浙江省委。老山邊界戰爭退伍少校。浙江省档案局副巡视员（?-2014年8月），、浙江省信访局局务会议成员（2015年1月-?)。浙江省档案局任內主持全省浙江方言錄音建檔計劃。曾著科幻軍事小說《信息战》、《新战争论》、《理想战争》。
文革經歷不詳。杭州第十四中学1975年毕业生，1976年17岁入伍军人，1984年升至军部作训参谋随部队进驻中越老山邊界戰爭，1988年年方29岁授予少校军衔。退伍調入国务院经济体制改革办公室，後移入浙江省政府辦公廳。